# الإرهابي الصالح
الإرهابي الصالح (بالإنجليزية: The Good Terrorist)‏ هي رواية خيال سياسي للكاتبة دوريس ليسينغ. ظهرت أول طبعة للرواية في سبتمبر من عام 1985 للناشرين جوناثان كيب في المملكة المتحدة وألفريد أ. كنوف في الولايات المتحدة. بطلة الرواية هي أليس الساذجة المتخبطة التي انجرفت مع مجموعة من المتطرفين في لندن في أعمالهم الإرهابية.
لقد كان دافع ليسينغ لكتابة الإرهابي الصالح هو قصف الجيش الجمهوري الأيرلندي متجر هارودز في لندن 1983. كانت ليسينغ عضوة في الحزب الشيوعي البريطاني لكنها انفصلت عنه بعد الثورة المجرية عام 1956. صنف بعض النقاد الرواية بالساخرة بينما وصفتها ليسينغ بالهزلية وأن عنوانها المتناقض يعكس طبيعة أليس المتباينة.
انقسمت آراء النقاد حول رواية الإرهابي الصالح، فالبعض أشاد برؤية الرواية وتجسيد شخصياتها بينما انتقد آخرون أسلوب الرواية وسطحية الشخصيات. فيما امتدح أحد النقاد أسلوب وصفها النثري القوي ودقة الشخصيات وواقعيتها، في حين نعتها آخر بالمملة بشكل كبير؛ أما الشخصيات فهي إما سطحية أو مزدوجة الأبعاد أو أن أوهامها الذاتية تُعيقها. رشحت رواية الإرهابي الصالح لجائزة البوكر وفازت بجائزتي مونديلو الإيطالية ودبليو إتش سميث الأدبية.

## حبكة الرواية
كُتبت الرواية بأسلوب الضمير الثالث الوهمي من وجهة نظر أليس، خريجة السياسة والاقتصاد، في منتصف العقد الثالث، والتي تتنقل من بلدة إلى أخرى. فيما استقبلت جاسبر، الخريج الذي تفوق علي أليس ببضع درجات والذي تطفل عليها ماديًا، في مجتمع الطلاب الذي التحقت به قبل خمسة عشر عامًا. وقد وقعت أليس في حب جاسبر لتُصبح بائسة بسبب سلوكه الانعزالي واتجاهه نحو المثلية الجنسية. كانت أليس تزدري والديها على الرغم من اعتمادها عليهما في حين أنها كانت تعتبر نفسها ثائرة ضد الإمبريالية الفاشية. وفي مستهل عقد الثمانينات، التحقت أليس بمجموعة من الرفاق ذوي الميول المتشابهة في منزل مهجور بلندن. وكان بيرت من ضمن أعضاء الجماعة، وقائدها غير الفعال، إضافة للثنائي السحاقيتين روبيرتا وخليلتها المضطربة فاي.
كان ذلك المنزل المهجور في حالة مُتردية، لذا قام مجلس المدينة بتعيينه للهدم مما جعل أليس تتحامل على نفسها وتقوم بتنظيف المنزل وتجديده نظرًا لإهمال رفقائها وعدم مبالاتهم. كما نجحت في إقناع السلطات بإعادة توصيل الكهرباء والمياه للمنزل، فأصبحت هي ربة المنزل أو كالأم التي تُعد الطعام للجميع وتتعامل مع الشرطة المحلية التي كانت تحاول طردهم من المنزل. كان أعضاء الجماعة ينتمون إلى الاتحاد الشيوعي الوسطي وكانوا يُشاركون في التظاهرات والاعتصامات؛ شاركت أليس في بعض هذه الأنشطة ولكنها كانت تقضي معظم وقتها في الاهتمام بالمنزل.
سافر جاسبر وبيرت إلى إيرلندا وإلى الاتحاد السوفيتي للالتحاق بالجيش الجمهوري الأيرلندي والاستخبارات السوفييتية أكثر نفعًا للمقاومة، إلا أن طلبهما قُوبل بالرفض. في ذلك الحين كان هناك جماعة ثورية أكثر تنظيمًا، كانت قد انتقلت إلى جوار منزل أليس واتخذت الجماعة من منزلها قناة لتبادل لأسلحة فاعترضت أليس علي ذلك. وزار الغرباء الغامضون التجمع وسألوهم عن عملية صنع القرار.
قرر الرفاق أن يتولوا أمورهم بأنفسهم وأطلقوا على تجمعهم الشيوعيون البريطانيون الأحرار. وبدأوا في تجربة المتفجرات والسيارات المُفخخة ولم تدعم أليس ذلك التصرف كليًا، إلا أنها كانت مُتقبلة لمعظم القرارات. قتلت فاي والعديد من المارة في انفجار استهدف فندقًا راقيًا في نايتسبريدج، وقد أدت قلة خبرتهم إلى تفجير القنبلة قبل أوانها، فارتعد بقية الرفاق بسبب فعلتهم وقرروا الانفصال وترك الجماعة. وعلى الرغم من تحفظ أليس فيما يتعلق بالتفجير، إلا أنها كانت تشعر بالحاجة إلى تبرير أفعالهم للآخرين ولكنها أدركت أن تلك المحاولات ستكون عقيمة، فعامة الناس لم يدركوا ذلك أبدًا. بدأت أليس تدرك حقيقة أنها أصبحت إرهابية على الرغم من أنها لم تتذكر متى حدث ذلك التغيير.

## خلفية الرواية

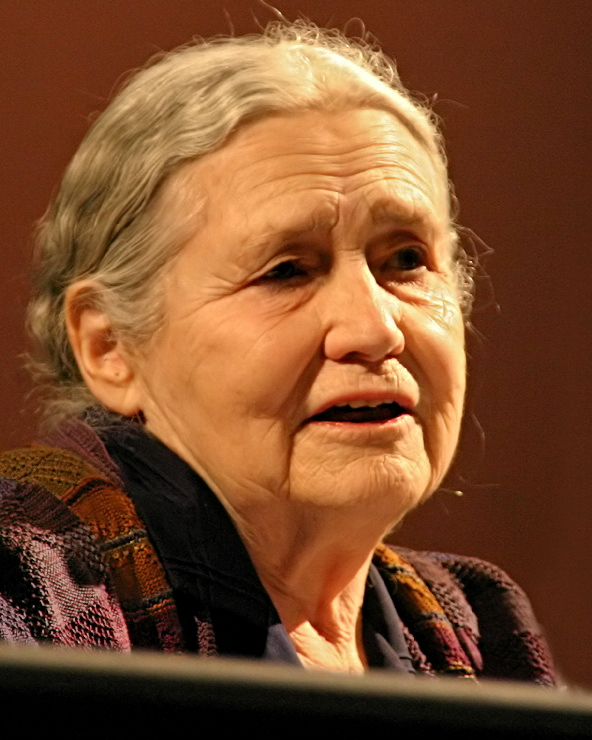
دوريس ليسينغ تتحدث في مهرجان الأدب في كولونيا بألمانيا عام 2006.

بدأ اهتمام دوريس ليسينغ بالسياسة في حقبة الأربعينات عندما كانت تعيش في رودسيا الجنوبية، المعروفة حاليًا بزيمبابوي، وانجذبت إلى مجموعة شبه شيوعية، والتحقت بفرع نادي الكتاب اليساري في سالزبوري، المعروفة حاليًا باسم هراري. التحقت، فيما بعد، بحزب العمال الروديسي الجنوبي، مدفوعةً بالصراعات الناشئة عن الفصل العنصري الواضح آنذاك. ثم انتقلت ليسينغ إلى لندن عام 1949 وبدأت عملها بالكتابة هناك. وفي مقتبل الخمسينات، أصبحت عضوة بالحزب الشيوعي الإنجليزي وناشطة في حملة ضد استخدام الأسلحة النووية.
بحلول عام 1964، نشرت ليسينغ عدد ستة روايات، وبدأت تتحرر من وهم الشيوعية بعد الثورة المجرية عام 1956. وبعد ارتباطها الروحي بالمُفكر الصوفي الأفغاني الأصل إدريس شاه، الذي شددت كتاباته في التصوف على تطور الضمير والإيمان، وبأنه لن يتحقق التحرر الفردي إلا بعد أن يفهم الناس العلاقة بين أقدارهم وقدر المجتمع، وبعد قرائتها لكتابه طريقة الصوفي، لجأت ليسينغ إلى الصوفية، إحدى الأنظمة العقائدية الإسلامية. وقد استلهمت كتابة خمس مؤلفات خيالية علمية مُتسلسلة عن الفضاء، معروفة باسم سهيل في آرجوس: سجلات (1979-1983) من المفاهيم الصوفية، وهو الأمر الذي لم ينل استحسان القراء لشعورهم أنها تخلت عن رؤيتها المنطقية عن العالم.
رواية الإرهابي الصالح هي أول رواية تُنشر بعد سلسلة سهيل في آرجوس: سجلات، مما أثار حفيظة النقاد للتعليق على الرواية بشيء مثل «لقد عادت ليسينغ إلى الواقع» و«عودة ليسينغ إلى الأرض». وصف العديد من المُعلقين الرواية بالساخرة، بينما صنفتها ليسينغ على أنها هزلية مُعلقة عليها قائلة: «لا يتناول هذا الكتاب قضايا سياسية ولكنه يتحدث عن شخصية سياسية مُحددة مُميزة وثورية والتي أنتجها المجتمعات الثرية فقط، فهناك قدر كبير من الادعاء الذي لا أعتقد أنك قد تجدها في الأعمال مُتطرفة الثورية في المجتمعات التي يحدث بها تغيير فوري.»
قالت ليسينغ أنها استلهمت الرواية من أحداث تفجير متجر هارودز بلندن عام 1983 على يد الجيش الجمهوري الأيرلندي. فقد تذكرت أن الإعلام، حينها، جعل الأمر يبدو كما لو كان من قام به مجموعة من الهواة. وبدأت تُفكر.. من هم هؤلاء الهواة؟ وأدركت أنه من السهل جدًا علي أي طفل أن ينجرف وينضم إلى المجموعات الإرهابية. وأرادت ليسينغ جعل شخصية أليس الشخصية المحورية بالرواية.. فهي بالفعل تعرف أناس كثر يشبهون أليس.. تلك الشخصية التي تجمع ذلك المزيج من الأمومة الحانية والاستعداد لقتل عدد كبير من الناس دون أدنى قدر من الانزعاج. وصُفت أليس بأنها شخصية ساخرة بشكل هادئ، كما أنها مليئة بالتناقضات. عبرت ليسينغ عن دهشتها من تطور بعض الشخصيات– بخلاف جاسبر الذي اهتمت أليس بحبه- مثل فاي الضعيفة المُضطربة التي اتضح بعد ذلك أنها شخصية مُحطمة.

## النوع الأدبي
صنف الناشرون والنقاد الرواية على أنها سياسية، بمن فيهم أليسون لوري من مجلة نيويورك ريفيو أوف بوكس نصف الشهرية، التي صرحت بأنها كرواية خيال سياسي هي من أعظم الروايات عن العقلية الإرهابية منذ رواية العميل السري لجوزيف كونراد عام 1907. في المقابل، فقد رأى وليام إتش بريتشارد من جريدة ذا هدسون ريفيو أن الرواية كانت بشعة مُقارنة برواية كونراد. كما وصفها الكثير من المعلقين أمثال بأنها رواية تتحدث عن السياسة وليست خيال سياسي. وفي مُألف هوامش الإمبراطورية: كريستينا ستيد ودوريس ليسينغ ونادين جورديمر قالت لويس يلين أن العمل ما هو إلا رواية عن الساسة وليس رواية سياسية في حد ذاتها.
من ناحية أخرى، ذكرت جايل جرين الرواية في كتابها بعنوان دوريس ليسينغ: شاعرية التغيير بأنها ساخرة من مجموعة من الثوار. فيما علقت سوزان ويتكنز في كتابها دوريس ليسينغ: معابر الحدود على الرواية بأنها رؤية جافة وساخرة عن تورط المرأة مع جماعة يسارية مُنشقة. أما السيرة الذاتية لليسينغ بالأكاديمية السويدية بمُناسبة فوزها بجائزة نوبل للأدب، فقد أطلقت على الرواية أنها صورة ساخرة لحاجة اليسار المُعاصر إلى السيطرة الكاملة على بطلة الرواية وتضليلها بالموت في سبيل مبادئها. ذكرت يلين أن الرواية تتأرجح بين السخرية والحنين إلى الوطن. وارتأى الأكاديمي روبيرت إي. كين أن الرواية ليست ساخرة على الإطلاق وأنه من رأيه أن ليسينغ ليس لديها حس الفُكاهة وأنها بدلًا من جلد الشخصيات بسوط من السخرية، تعاملت معهم باستهزاء وتحقير مستمر.
فيما وصفت فرجينيا سكوت الرواية بالفانتازيا؛ ومُحاذاة برائعة لويس كارول أليس في بلاد العجائب، علقت سكوت بأن شخصية أليس في كتاب ليسينغ يُمكن النظر إليها على أنها شخصية خيالية جدًا، وتمامًا كنظيرتها أليس للكاتب كارول. فكلتا أليس دخلتا بيت وواجهتا تحديات تبدو مُستحيلة، فأليس في بلاد العجائب اضطرت إلى أن تسلك ممرات ضيقة جدًا، بينما أليس في هذه الرواية وجدت نفسها في منزل غير مؤهل للسكن صدر له قرار إزالة. كما أن كلتا أليس لم تكن قادرات على تغيير هيئتهم؛ ففي بلاد العجائب، استطاعت أليس أن تكيف حجمها بما يتناسب مع احتياجاتها؛ أما في الإرهابي الصالح، فقد استطاعت أليس أن تغير من سلوكها لتنال مُرادها من الآخرين. كما لاحظت فرجينيا سكوت أن فاي كانت تُشير إلى أليس في الإرهابي الصالح بأليس الأعجوبة أو أليس الرائعة، نسبة إلى أليس في بلاد العجائب.

## الأفكار الرئيسية

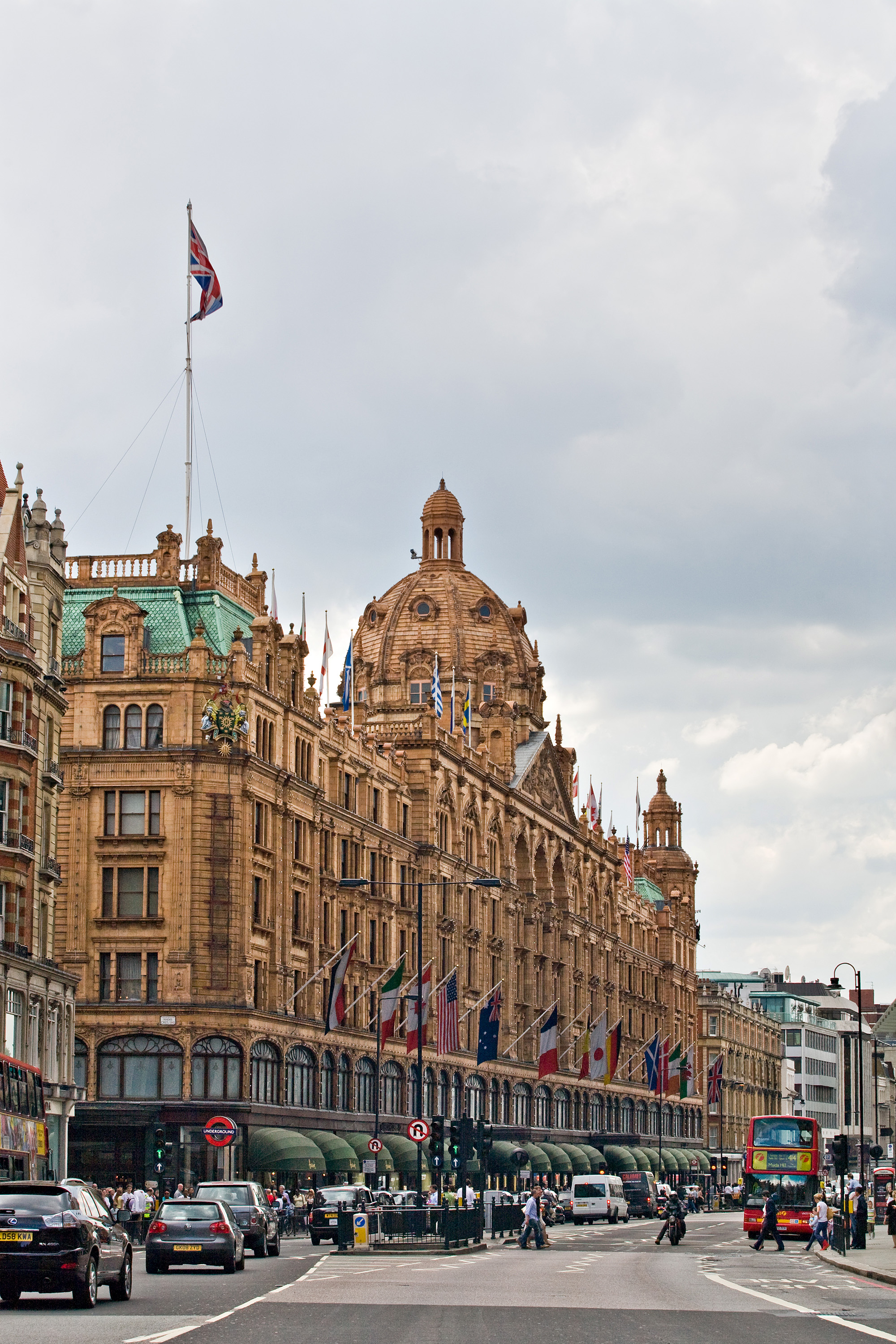
أدى تفجير متجر هاردوز بلندن عام 1983 (الذي يظهر في هذه الصورة عام 2009 من الجانب الشمالي الشرقي من الواجهة بامتداد طريق برومبتون في لندن بإنجلترا) بليسينغ إلى كتابة.

كتبت الروائية الأمريكية جوديث فريمان أن الموضوعات الأكثر شيوعًا في الرواية هي الحفاظ على هوية الفرد في الجماعة والإبقاء على الضمير الفردي. وأشار هذا الموضوع إلى حدوث المشكلات بسبب أننا مجبورين على الطاعة. كما أضافت فريمان أن أليس كانت ربة منزل ثائرة وفاضلة بشكل مثالي إلى أن أصبحت شخصًا بغيضًا تحت ضغط أقرانها.
هناك فكرة أخرى قدمتها ليسينغ وهي طبيعة المنزل الرمزية، كما أشارت لها مارجريت سكانلان، والتي شبهت الرواية بكتابي مانسفيلد بارك وجين أير، الذان عرَّفا المرأة وفقًا لمنزلها. أما كاثرين فيشبيرن فقد قالت أن ليسينغ عادةً ما تستخدم المنزل للرمز إلى التغيير النفسي أو الأنطولوجي، أو كما يرمز المنزل إلى دور أليس في القصة. أما يلين فقالت إن الرواية رمزت إلى إنجلترا بذكر منزل في لندن. اقترح لالباخش ويحيى في سياسات الانتهاك الأنثوي: الاضطهاد السياسي والتعنت الذكوري برواية الإرهابي الصالح لدوريس ليسينغ أن هذا المنزل والعلاقات القمعية بداخله تعكس علاقات قمعية مُماثلة بالمجتمع.
ركز العديد من النقاد على فكرة الأمومة، وفي كتاب الأمهات وبناتهن، الموت والشيخوخة، كتبت كلير سبراج أن ليسينغ غالبًا ما تُسهب في موضوع الأمهات اللاتي ينقلن سلوكياتهن لبناتهن، وكيف أن هناك دائرة من شجار البنات مع أمهاتهم تتخلل كل جيل. وقالت الروائية الإنجليزية جاين روجيرو عن رواية الإرهابي الصالح أنها حادة وقاسية في تناولها لموضوع الأمومة، كما هو الحال في موضوع اليسار المُتطرف. قلت أمومة والدة أليس باستمرار وبشكل بائس، إذعانًا بالاستجابة لمتطلبات ابنتها الأنانية؛ فعليه قررت أليس أن تهتم بجاسبر وترعاه، ولكنها كانت تربطها به علاقة بائسة مُماثلة. كما أضافت روجرز أن الأمومة صُورت هنا كإكراه لحماية الضعفاء، على الرغم من ميلهم إلى الانتقام والإضرار بك.
ارتبطت رواية الإرهابي الصالح بالمواضيع النسوية وقهر المرأة، كما لفتت سكانلان الانتباه إلى أنه، على الرغم من أن العديد من الرفاق كانوا من النساء، إلا أنهن وجدن أن النشاط السياسي لم يرفع من مكانتهن وأنهن لا زلن مُحاصرات في النظام المجتمعي الذكوري السلطوي الذي يحتقرنه بشدة. أشارت يلين إلى أنه، على الرغم من أن ليسينغ سخرت من الأعضاء الرجال بالحزب الشيوعي الوسطي، إلا أنها انتقدت أيضًا النساء العضوات اللاتي تأمرن في المنظمات السياسية المُهيمن عليها الذكور مما ساهم في اضطهادهن وقمعهن. لمَّحت الرواية لجاسبر بالمثلية الجنسية، وأضافت يلين أنه تم إخراس نقد ليسينغ لهوس النساء بالنظام الذكوري الكاره لهن واعتمادهن عاطفيا على الرجال الكارهين لهن برهاب المثلية الجنسية واضطهاد المرأة المنتشر في أوساط المجتمع الذكوري. لاحظ كل من لالباخش ويحيى أن ليسينغ صورت أليس كربة منزل نموذجية، يتم إهمالها وتهميشها والتي اهتمت بعائلتها، والمقصود به هنا هو جماعتها. كما توصلوا إلى أن مصير أليس محتوم، لأنه بالنسبة إلى الاشتراكية الإنجليزية المُنادية بحقوق المرأة، جوليت ميتشيل، أن المرأة شيء أساسي وجوهري للحالة الإنسانية، إلا أن دورها السياسي والاجتماعي والاقتصادي هامشي.

## التحليل النقدي
نعت العديد من النقاد عنوان الرواية بالمتناقض، حيث أشار روبرت بوشمان إلى دلالة العنوان على شخصية أليس المتضاربة؛ ففي الوقت التي كانت تجدد به منزل الجماعة، كانت عازمة على تدمير المجتمع. كتب جورج كيرنز في جريدة هادسون ريفيو أن العنوان يحوم فوق الرواية بسخرية. افترض القراء أن أليس هي الإرهابي الصالح، فعلى الرغم من أنها ربما تكون شخص جيد، فهي أيضًا فاسدة كونها إرهابية. وفي مجلة وورلد ليترايتشر توداي، خلصت منى ناب إلى أن بطلة ليسينغ لم تكن شخصًا صالحًا، كما لم تكن ثائرة جيدة أيضًا. فهي تعرف كيف تقوم بتجديد المنزل، كما تعرف كيف تتلاعب بالناس من أجل مصالحها وكانت عاطلة، تسرق الأموال من والديها. وعندما بدأ الثوار الحقيقيون في استخدام الجماعة في تسليم الأسلحة، أصابها الذعر، وقامت بمُهاتفة السلطات لتحذيرهم دون علم رفاقها. أطلقت ناب على أليس أنها إرهابية بغيضة ضئيلة الشأن. أما فيشبيرن فقد أشار إلى أن ليسينغ نفسها هي الإرهابي الصالح، حيث رمز إليها بأليس، فالإرهاب هنا إرهاب سياسي ذي طابع أدبي، ففي كثير من الأحيان، تخفي أفكارها في أعمال ذات طابع خيالي عائلي، وتحدي مُباشر...مع إحساسنا بالواقع.
أما كوهين فقد وصف أليس بأنها حسنة النية وحذرة وأحيانًا مُحبوبة، ولكنها كشخص يبلغ من العمر 36 عامًا، لم تنضج بعد، فهي لا زالت تعتمد على والديها. أما يلين فقد أشارت إليها بأنها في حالة مُراهقة دائمة، ورغبتها في أن تكون أم للجميع والاهتمام بهم هي حالة قصوى من الانتكاس النفسي والفشل في النجاح. كما كتبت جرين عن أليس أنها متعارضة بشراسة مع ذاتها، فهي غير ناضجة أبدًا في استيعاب ما يحدث حولها وتبدو تصرفاتها مُتفاوتة بين كونها مُتعاونة ومُؤذية.
بينما وصف بوشمان رواية ليسينغ بالساخرة، لأنها تُسلط الضوء على الانقسام بين ماهية أليس وبين ما تعتقده أليس عن نفسها، وبين محاولاتها في التظاهر بأنه ليس هناك أي تناقض بينهما. ترفض أليس الاعتراف بأن تصرفاتها الأمومية نابعة من رغبتها في الفوز برضى ولداتها، على الرغم من اقتناعها بأن والدتها خانتها وتخلت عنها، لائجة إلى جاسبر كوسيلة للاستمرار في الحفاظ على معتقداتها عن العالم وعن نفسها. إلا أن جاسبر استغل عشقها له وأساء معاملتها، في حين أن أليس لا زالت مُتعلقة به، حيث أن تصورها عنه يُؤثر بقوة على صورتها الذاتية مما زاد من شعورها بالرفض وخداع الذات. وكانت حقيقة تحول جاسبر إلى المثلية الجنسية، والتي تغافلت عنها أليس باعتبارها حياته العاطفية، تتوافق مع رغباتها المكبوتة. بينما أطلق كوهين على هوس أليس بجاسير، البغيض سيء الحظ، بأنه هوس منطقي يُمكن تفهمه، فهي تشعر بالأمان مع شذوذه الجنسي على الرغم من أنها يجب أن تتحمل سوء معاملته.
أفادت ناب بأنه بينما كشفت ليسينغ عن المُدعين المُتمردين بأنهم مُدللين وأنهم حصيلة صُبيانية للطبقة الوسطى، فقد سخرت من عدم قدرتهم على التأثير على إحداث أي تغيير ذي قيمة أو معنى. انتقدت ليسينغ سياسة الدولة التي تُشير إلى الإحسان إلى الشخص المسيء، كما استهجنت أيضًا استغلال المؤسسات للطبقة العاملة وتغافلهم عن المشردين. لاحظت ناب أن ليسينغ، بدلًا من أن تحل هذه الإشكاليات، قامت بتسليط الضوء على إخفاقات الدولة وعلى هؤلاء الذين يسعون إلى الإطاحة بها أو الانقلاب عليها. قارنت سكانلان رفاق ليسينغ بإرهابيي ريتشارد أي روبنستاين في كتابه كيميائية الثورة: الإرهاب في العالم الحديث. كتب روبنستاين أنه عندما كان الطموحون المثاليون ليس لديهم طبقة حاكمة خلاقة ليتبعوها، ولا طبقة شعبية متمردة ليحكموها، فإنهم أخذوا على عاتقهم إقامة دعوى جماعية، والتي تُنذر بكارثة على حد قوله.

## ردود الفعل تجاه الرواية
انقسمت الآراء النقدية حول الرواية حيث ركزت إليزابيث لوري على الآتي في جريدة لندن ريفيو أوف بوكس: «لقد تم نقد ليسينغ بشدة بأسلوبها النثري المُمل، فدافعت عن نفسها بقوة.» كما أبدى الناقد الأدبي الأيرلندي دينيس دونجهو استياءه بشأن أسلوب الرواية الباهت والممل؛ كما أشار كوهين إلى نص ليسينغ بالمبتذل بشكل ملحوظ؛ أما لوري فقد لاحظت أن الأكاديمية الإنجليزية كلير هانسن علقت عن الكتاب بقولها إنها: «رواية غامضة وفاقدة للحبكة والتراكيب لأنها استخدمت لغة غير مُتجانسة يصعب التعرف عليها.»
على صعيد آخر، وصف فريمان الكتاب بأنه «قصة لطيفة مُنجزه بإتقان، وأنها حكاية عبقرية عن أنواع الأفراد الذين يرتكبون أفعال إرهابية.» وفي صحيفة لوس أنجلوس تايمز وصف فريمان ليسينغ بأنها واحدة من أرفع الكتاب شأنًا، والتي لديها قدرة مدهشة على فهم العلاقات الإنسانية. وفي استعراض للرواية في جريدة صن سينتينل، كتبت بوني جروس أن كتاب ليسينغ هو أكثر كتاب، مُتاح حتى الآن، ذي نص نثري توصيفي قوي ودقيق وواقعي في رسم الشخصيات، مما جعله كتاب استثنائي يستحق القراءة، واعتبرت جروس أن الشخصيات النسائية في الرواية تُعد أكثر تطورًا من الشخصيات الذكورية وخاصة شخصية أليس.
فيما كتبت أماندا سباستيان أنه للوهلة الأولى تبدو أفكار الرواية بسيطة بشكل مخادع وحبكتها مُتوقعة. ولكنها أضافت أن قوة ليسينغ تكمن في سردها المُتجرد لمعاناة الحياة اليومية للجماعة، والتي برعت في وصفها. كما امتدحت سباستيان تصوير الكتاب لأليس، التي تُعبر عنها وعن جيلها. وفي استعراض آخر للرواية في الطبعة النسائية الأمريكية أوف أوي باك، أطلقت فيكي ليونارد على الإرهابي الصالح أنه كتاب ساحر مكتوب بشكل رائع للغاية وذو شخصيات كثيرة وواقعية. كما أضافت أنه وعلى الرغم من عدم كون أليس ناشطة في مجال حقوق المرأة إلا أن الكتاب يعكس إعجاب المُؤلفة بالنساء وبإنجازاتهن.
كتبت روجرز في الجارديان أن الرواية قد تبنت صورة قاسية، عن قرب، لفحص المجتمع بأعين الأفراد؛ حيث أن الكتاب كان حكيمًا وحانقًا على الغباء الإنساني وعلى التدمير، فهو مثال على ما يُمكن للكتابة الخيالية أن تفعله، بينما تعجز عن فعله الكتابة الواقعية، مُشيرة إلى الهجمات الإرهابية الأخيرة في لندن. هناك ناقد في كيركوس ريفيوز كتب أن قصة أليس هي عبارة عن رحلة من القوة غير العادية وصورة النفسية الواقعية بصورة كبيرة، كما أضاف الناقد أنه، وعلى الرغم من كون أليس ليست محبوبة دائمًا وأنها تخدع نفسها، إلا أن قوة الرواية تكمن في الشخصيات وفي تصويرها للدوافع السياسية.
أما دوهينجو فقد كتب في نيويورك تايمز أنه لم يهتم كثيرًا لما حدث لأليس ورفاقها. فهو شعر أن ليسينغ قدمت أليس على أنها شخصية ذات تعقيدات نابعة من ردود الفعل والانحيازات، مما لا يترك أي مجال لمزيد من الاهتمام. كما زعم دوهينجو أن ليسينغ لم تقرر ما إذا كانت ماهية هؤلاء الشخصيات من خيرة الناس أم من حثالة البشر. وفي مراجعة للرواية في جريدة شيكاغو تريبيون، كتب كوهين أن العمل ضعيف التأثير ولا يمكن تذكره، وقال إن اهتمام ليسينغ الحقيقي كان في تطوير الشخصيات ولكنه تذمر بخصوص اأن الشخصيات أما كانت تافهة أو ذات بُعد ثنائي أو أنها مفيدة بأوهامها الذاتية.
وقد تم ترشيح الإرهابي الصالح لجائزة البوكر عام 1985، وفازت بجائزتي مونديلو الإيطالية ودبليو إتش سميث الأدبية عام 1986. وفي عام 2007، فازت ليسنج بجائزة نوبل في الأدب لكونها جزءًا من تاريخ الأدب والأدب المعاصر. وفي خطاب للكاتب السويدي بير واتسبيرج في حفل توزيع الجوائز قال إن الإرهابي الصالح مُقدمة على أنها قصة عن صميم ثقافة الجماعات اليسارية المتطرفة التي تقوم علي تضحية الأنثى بنفسها. بعد وفاة ليسينغ في 2013، أدرجت الجارديان رواية الإرهابي الصالح على قائمة أفضل خمس كتب لليسينغ. كما أدرج الكاتب الهندي نييل موكيرچي الرواية ضمن تصنيفه عام 2015 لأفضل عشر كتب عن الثوار والذي نُشر أيضًا في الجارديان.

## تاريخ النشر
نُشرت أول طبعة من العمل عام 1985 من قبل الناشرين جوناثان كيب في المملكة المتحدة وألفريد أ. كنوف في الولايات المتحدة. كانت أول طبعة ذات غلاف ورقي تم نشرها لشركة جرافتون بالمملكة المتحدة في سبتمبر 1986. كما تم نشر نسخة صوتية كاملة، مُدتها 13 ساعة، روتها نادية ماي وتم إطلاقها بالولايات المتحدة في أبريل عام 1999 عن طريق شركة بلاك ستون أوديو. وقد تم ترجمة الرواية إلى العديد من اللغات من بينها الكتالونية والصينية والفرنسية والألمانية والإيطالية والإسبانية والسويدية.